# Anonymizer
Ein Anonymizer bzw. Anonymisierer ist ein System, das Benutzern hilft, ihre Anonymität im Internet, vor allem im World Wide Web zu wahren. Sie sollen damit helfen, Datenschutz und Datensicherheit beim Surfen zu bewahren. In ihrer Funktion ähneln sie Remailern, welche zur Anonymisierung von E-Mails dienen.

## Einfache Anonymisierer
Ein Anonymisierer wird als ein so genannter Proxy bzw. ein Virtual Private Network (VPN) zwischen Benutzer und Zielrechner geschaltet. Da nun der Proxy/VPN anstelle des Benutzers mit dem Zielrechner kommuniziert, kann die Verbindung zum ursprünglichen Nutzer nicht ohne weiteres zurückverfolgt werden. Dazu ist es allerdings nötig, dass der Proxy wirklich anonym ist und nicht wie ein regulärer Proxy per Kopfdaten mitteilt, dass die Anfrage von einem Proxy kommt und welcher Client anfragt.
Üblicherweise wird der Datenstrom zwischen Nutzer und Anonymisierer verschlüsselt, um ein Abhören der Verbindung zwischen Nutzer und Proxy zu verhindern. Dabei wird vorausgesetzt, dass möglichst viele Nutzer denselben Proxy gleichzeitig nutzen, damit einzelne Verbindungen nicht bestimmten Nutzern zugeordnet werden können.
Viele bekannte Anonymisierer setzen auf das SSL- oder SOCKS-Protokoll und können daher mit einer Vielzahl von Anwendungen genutzt werden.

## Mix-Kaskaden
Bei Systemen mit nur einem Proxyserver hängt die Sicherheit von der Vertrauenswürdigkeit des Proxyrechners ab. Wird dieser korrumpiert oder arbeitet er absichtlich gegen den Nutzer, wird das ganze System in Mitleidenschaft gezogen.
Moderne Anonymisierer setzen daher auf mehrere hintereinandergeschaltete Proxys, sogenannte Mix-Kaskaden.
Hier werden die Daten mehrfach verschlüsselt und durch mehrere Rechner geleitet, wobei pro Rechner eine Verschlüsselung entschlüsselt wird. Erst am Ende der Mix-Kaskade werden die Daten lesbar. Da die Verbindungsdaten verschiedener Benutzer an jedem Glied der Kaskade neu gemischt werden, ist eine eindeutige Zuordnung jedoch unmöglich. Nur ein Angreifer, der alle Rechner in einer Mix-Kaskade kontrolliert, kann den Datenverkehr überwachen. Selbst wenn nur ein einziger Mix unversehrt bleibt, bleibt das Gesamtsystem sicher.
Ein Anwender von Mix-Kaskaden ist beispielsweise JonDonym. Dieser Anonymizer weist darauf hin, dass die einzelnen Betreiber der Kaskadenstufen jeweils bezüglich der Datensicherheit zertifiziert sind.

## Anonyme P2P-Netzwerke bzw. Mix-Netzwerke
Doch auch bei Mix-Kaskaden hat man keine Garantie, dass die verschiedenen Betreiber nicht doch zusammenarbeiten, selbst wenn sie in verschiedenen Jurisdiktionen liegen. 100 % sicher, dass nicht geloggt wird, kann man nur sein, wenn man selbst den Anonymisierungsdienst (also einen Mixknoten) betreibt, und so den Verkehr anderer und seinen eigenen mischt und anonymisiert. Damit man nun auch Verkehr von anderen bekommt, müssen diese den eigenen Knoten kennen und ihren Datenstrom durch ihn routen lassen.
Auf dieser Philosophie basieren Mix-Netzwerke wie das P2P-Anonymisierungsnetzwerk I2P: Jeder Teilnehmer an dem Netzwerk routet fremden Datenverkehr und mischt diesen mit dem eigenen, welchen er gleichzeitig wiederum von anderen Teilnehmern des Netzwerks (über sogenannte „Tunnel“) weiterleiten lässt. Da die Daten aber standardmäßig das I2P-Netzwerk nicht verlassen, sie Ende-zu-Ende-verschlüsselt sind und von den Teilnehmern (Knoten) nur weitergeleitet werden, werden die weiterleitenden Knoten nicht mit den Aktivitäten der Benutzer in Verbindung gebracht.

## Risiken
Wie in den Medien berichtet wurde, landen Besucher von Webseiten von gewissen Anonymisierungsdiensten auf schwarzen Listen von Geheimdiensten, es kann demnach also sinnvoll sein, diese erst nach Benutzung von anderweitig beschaffter Anonymisierungssoftware zu besuchen und so keine oder nur wenig verwertbare Spuren zu hinterlassen.